# 許迺曼 (德國)
許迺曼（德語：Bernd Schünemann，又译班德·许内曼，1944年11月1日—），生於德國伦格德布罗施泰特，德國當代著名刑法學家、法哲學家、律师。现任慕尼黑大学律师法研究所院长。曾任慕尼黑大学法学院院长。

## 生平簡述
許迺曼1963年从不伦瑞克的高中畢業後進入哥廷根大學法律系，先後轉學到柏林和漢堡，1967年於漢堡通過第一次國家司法考試（亦即德國大學的法律系畢業考）。1971年在克勞斯·羅可辛教授指導下完成博士學位，同年通過第二次國家司法考試。接著他在哥廷根大學擔任羅可辛教授的學術助理。後來，隨著羅可辛教授被挖角至慕尼黑大學工作，隨其前往慕尼黑大學擔任學術助理。
1975年，許迺曼在羅可辛教授指導下完成教授資格論文，教席資格是刑法、刑事訴訟法與法哲學。
1975年冬季學期，許迺曼獲聘為波昂大學教授，為其首个教職。此後他分别任教于曼海姆大學與弗萊堡大學。在1989年与1990年之交的冬季學期，羅可辛教授退休，許迺曼獲聘為慕尼黑大學法律系教授，亦即繼任羅可辛教授的教席與職位，教席為刑法、刑事訴訟法與法哲學，並擔任該大學刑法、法哲學與法律資訊學研究所的所長直至退休。
2012年与2013之交的冬季學期結束後，許迺曼教授因屆滿67歲退休。

## 著作與研究領域
許迺曼的學術著作範圍遍及刑事實體法與程序法之釋義學，刑事政策兼含刑法和刑事程序法之改革，比較刑法與比較刑事程序法。法理論與哲學中則以是法學方法論以及法效力理論為主，並及於法律社會學與法律心理學，近年來也有法律之歐洲化與全球化相關論著。
1. 刑法總則釋義學的著作始於1971年關於不作為犯的博士論文，此後實際上涵括總則的全部領域。這方面，Schünemann教授主要致力於現代的歸責問題，特別是關於將刑法總則之理論運用到經濟犯罪、環境犯罪，以及概括而言，企業犯罪等問題上。因此他以刑法上的代理人責任為起點，發展出一套全面性的正犯理論：「支配造成結果的原因」，此理論亦可用於企業犯罪、不作為犯以及身分犯。
關於目前備受全球討論的重點，企業犯罪之問題，他從1979年的專論（企業犯罪與刑法，Unternehmenskriminalität und Strafrecht）開始，可謂此領域的開路先鋒。從今日在國內或國際上流行的研究，直到法人可罰性的所有主題，都早已在此書中做過基礎處理，並在此後一系列的論文中，加以全面性、深入地分析探討。
2. 分則的眾多文章，集大成於萊比錫註釋書（Laufhütte/Saan/Tiedemann [Hrsg.], Leipziger Kommentar zum StGB, 12. Aufl., 2006）中他所撰寫的總數超過九百頁、對刑法典較為重要部分的全面註釋。總則部分，他於此書第12版負責整個共犯理論，分則負責註釋背信罪，於美國Sarbanes-Oxley法案通過之後，這部分現今不只於德國，也是美國整個經濟刑法的核心，成為法律詮釋與刑事政策上的特別重點。Schünemann教授在此做了最全面的、涵蓋從歷史起源到現代刑事政策課題之探討，同時為刑事政策上有效對抗現代國民經濟的「癌症損害」，提供釋義學的工具。
3. Schünemann教授在刑事政策領域涉獵甚為廣泛，尤其在刑法修正的共同計畫中，也參與過一系列的研究工作團隊，部分是國際性的。例如，他曾經是德國統一後重建單一法秩序工作團隊的成員，並就此提出不同的法律草案，其中企業犯罪的修正草案即由他所主稿草擬。他曾經就經濟及環境刑法、產品責任、抗制愛滋病、性犯罪刑法的修正，以及近幾年來尤其為刑法歐洲化，催生並主導國際工作團隊，更為此提出大量草案，最近兩個是「歐洲刑事追訴的對案」和「歐洲刑事司法之總體構想」。目前，他所主導的「司法論壇」已獲歐盟委員會支持。
4. 在刑事程序領域，Schünemann教授從事法釋義學、刑事政策與法實證研究。在提出眾多有關法律救濟理論的著述之後，他長時間從事實證研究，先是有關刑事程序中的資訊處理，接著是德國刑事程序中認罪協商的擴大。他廣泛的實證研究，是使實務上當時暗地進行的認罪協商無法再被掩飾，而必須被公開討論的關鍵。這些實證研究一直與他對德國刑事訴訟構造的釋義學研究結合，並且也與結合他對歐洲刑事程序結構的比較法研究，透過加入美國刑事程序，更擴及歐洲以外的世界。從這些實證研究與釋義學分析成果，產生一些法政策上深遠的構想，理論依據一直都是他在1990年為全德法律人會議所提出關於刑事程序認罪協商的意見書。近幾年來，這些研究仍持續應用在對歐洲刑事程序與全球偵查程序的改革上面。最近他重寫了由Claus Roxin教授奠基之刑事訴訟法教科書，睽違十年之後，全新的第26版於2009年、第27版於2012年問世。
5. 對法理論與法哲學問題的著述重點，一方面在於法學方法論，還有根本性的法學知識論，另一方面在於法效力理論，尤其關於刑法上法定原則的問題。近幾年來，特別在全球化的現象上面，Schünemann教授持續並擴大進行研究。
6. Schünemann教授的著作視野從來不侷限於德國學術界，而是兼容國際論述與國際標準，涉足歐陸法法系與普通法法系。這展現在他諸多被譯為外文的出版品上，發表演說之地遍及全球，主要地點有北歐、東歐、南歐、東亞、美國，以及西班牙語世界。無數的演說旅程，不只到過西班牙、墨西哥、哥倫比亞、秘魯、玻利維亞、巴拉圭、阿根廷，尤其也遊歷日本、韓國、中國、泰國、蒙古，造訪台灣特別密集，已有十次之多。因此，Schünemann教授與全世界法律先進地區的眾多刑事法學者保有密切的學術聯繫，從中可以再度看出重點是東亞地區，有日本、韓國、中國，尤其是台灣，不過也有美國、南歐，後者當中特別是西班牙和整體西班牙語世界。這些密切合作關係之影響，不止表現在前述的許多共同研究計畫上，也特別見於從過去到現在，有為數可觀的外國客座學者、博士生、獎學金得主來到Schünemann教授的研究所從事研究，單是亞歷山大．宏博基金會的獎學金得主，曾與正受其指導的至今就超過二十人。
7. Schünemann教授的出版品主要以德國為論述重點，但近年來也逐漸以歐洲和全球為層次，探討如何防止法治國的法律結構因恣意之政治目的而被工具化。在他的認知社會學著作（僅為其法社會學作品的一部分）中可以看到，他在1980年代，即以當時首宗特別重大的政黨獻金事件為例，將知名法學者為了政治目的，藉著積極地在策略性籌畫的出版活動中當評鑑人而增加收入的情形，首度予以揭發，而成功地改變這種法治國法結構遭到腐化的情形。1980年代中期，有一種嘗試將愛滋病毒傳染行為在相當程度內，解釋為法外空間的政治路線，不久後Schünemann教授佐以大量科學文獻，揭發和批評這種不合法的認罪協商司法實務。其他重大的法治國問題：批評基於政治動機而赦免自己黨員的犯罪，以及披露由於德意志聯邦共和國的司法在刑法上「重建」東德時期的真相，所產生之問題。近年來，Schünemann教授致力於其他兩個當今法治國的核心問題領域，亦即強烈充斥警察國家思想產物的刑法歐洲化，以及目前在判決中出現的趨勢，對「高階經理人」限縮適用背信罪構成要件，這幾乎導致實務慣例對於個人不法謀利的行為予以永久赦免。
8. 此外，Schünemann教授不止在世界各洲從事上述廣泛的演講，也構思並籌辦重要的國內與國際性會議。其中尤值一提者，包括法學界第一次以「愛滋病」為主題的會議，討論歐洲刑法之基石的Coimbra研討會，以及討論有關刑法歐洲化問題的Dresden會議，另外也有多次由他共同籌辦的大型研討會在台灣舉行。Schünemann教授長年擔任亞歷山大．宏博基金會的刑法與法哲學評審委員，並繼Claus Roxin教授之後，擔任德語系刑事法學教授協會發言人。
9. 總結而言，Schünemann教授全部作品所涵蓋的廣度，迄今在德國刑事法學界無人能出其右，因為他的著述不限於刑法總則釋義學，更及於整體刑事法學的其他領域、實證理論的法社會學、刑事程序的社會學、法哲學與法理論的重要部分領域、比較法及廣泛的國際合作計畫。
10. Schünemann教授於1975年，30歲時取得教授資格，隨即在波昂大學授課，自1976年起亦接受曼海姆大學的講座。嗣於─在推辭了基森大學的邀請後─1987擔任佛萊堡大學的刑法講座，自1990年起繼Engisch及Arthur Kaufmann後，接任世界知名的慕尼黑刑法學暨法哲學講座。在國際上，2005年獲頒蒙古國家大學榮譽博士學位，2007年西班牙／薩拉哥薩大學，2008年秘魯／摩客瓜大學。此外他也是北京人民大學的榮譽教授，哥倫比亞／安地斯大學的「蘇格拉底勳章」獲獎人。他是日本刑事法學教授協會榮譽會員、墨西哥刑事法研究院榮譽院士，自2008年起為德國巴伐利亞邦學術研究院之哲學－歷史所院士。
11. 為祝賀其60歲生日，舉辦了一場研討會，主題為「實證研究與釋義學的基礎，刑事政策之推進力」，並於2005年將會議文章集結出版（由Roland Hefendehl主編），此外，《高達曼刑事法文庫》 的2004年11月號也成為祝壽專輯。特具份量的是由中華民國（台灣）的許玉秀教授與陳志輝教授在台灣為其編纂的刑法釋義學中譯論文輯，題名《不移不惑獻身法與正義》。
12. 2008年9月，Schünemann教授獲頒國立政治大學榮譽法學博士學位。

## 外部連結
Schünemann著作目錄 （页面存档备份，存于），2012年8月（德國慕尼黑大學法律系網站）